# Медаль «За воинскую доблесть» (ФСО)
Меда́ль «За во́инскую до́блесть» — ведомственная медаль ФСО России, учреждённая приказом ФСО РФ № 318 от 19 августа 2005 года.

## Правила награждения
Согласно Положению медалью «За воинскую доблесть» награждаются военнослужащие федеральных органов государственной охраны за образцовое выполнение должностных обязанностей и проявленную при этом инициативу, настойчивость и профессиональное мастерство.

## Описание медали
Медаль изготавливается из металла золотистого цвета и имеет форму круга диаметром 32 мм. Края медали окаймлены бортиком. На лицевой стороне медали в центре — полноцветное изображение эмблемы ФСО России. По окружности — картушный венок из дубовых ветвей. На оборотной стороне медали в центральной части — надпись «ЗА ВОИНСКУЮ ДОБЛЕСТЬ», ниже — «ФСО РОССИИ». Надпись обрамлена венком из лавровых ветвей. Все изображения и надписи на медали рельефные.
Медаль при помощи ушка и кольца соединяется с пятиугольной колодкой, обтянутой шёлковой муаровой лентой василькового цвета с жёлтой полоской по краю. С правой стороны ленты три полосы: две красного цвета и одна белого цвета. Ширина ленты 24 мм, ширина красных полос 3 мм, ширина белой полоски 1 мм.